# Prince Edward megye
Prince Edward megye az Amerikai Egyesült Államokban, azon belül Virginia államban található. Megyeszékhelye Farmville, mely egyben a legnagyobb városa is. Lakosainak száma 21 849 fő (2020. április 1.). Prince Edward megye Cumberland, Charlotte, Buckingham, Appomattox, Amelia, Nottoway és Lunenburg megyékkel határos.

## Népesség
A megye népességének változása:
| Lakosok száma | 23 366 | 23 216 | 23 187 | 22 802 | 22 952 | 21 849 |
|               | 2010   | 2011   | 2012   | 2013   | 2015   | 2020   |